# Rezerváž
Rezerváž (vykrývaný lept), (angl. Sugar lift, fr. Vernis sauté nebo Gravure au sucre) je technika leptu, při které je hydrofilní kresba na desce odkryta vymýváním prýskavého pevného krytu nad ní nebo je provedena na pevném krytu olejovým inkoustem, který kryt rozpustí až na kov.

## Technika rezerváže

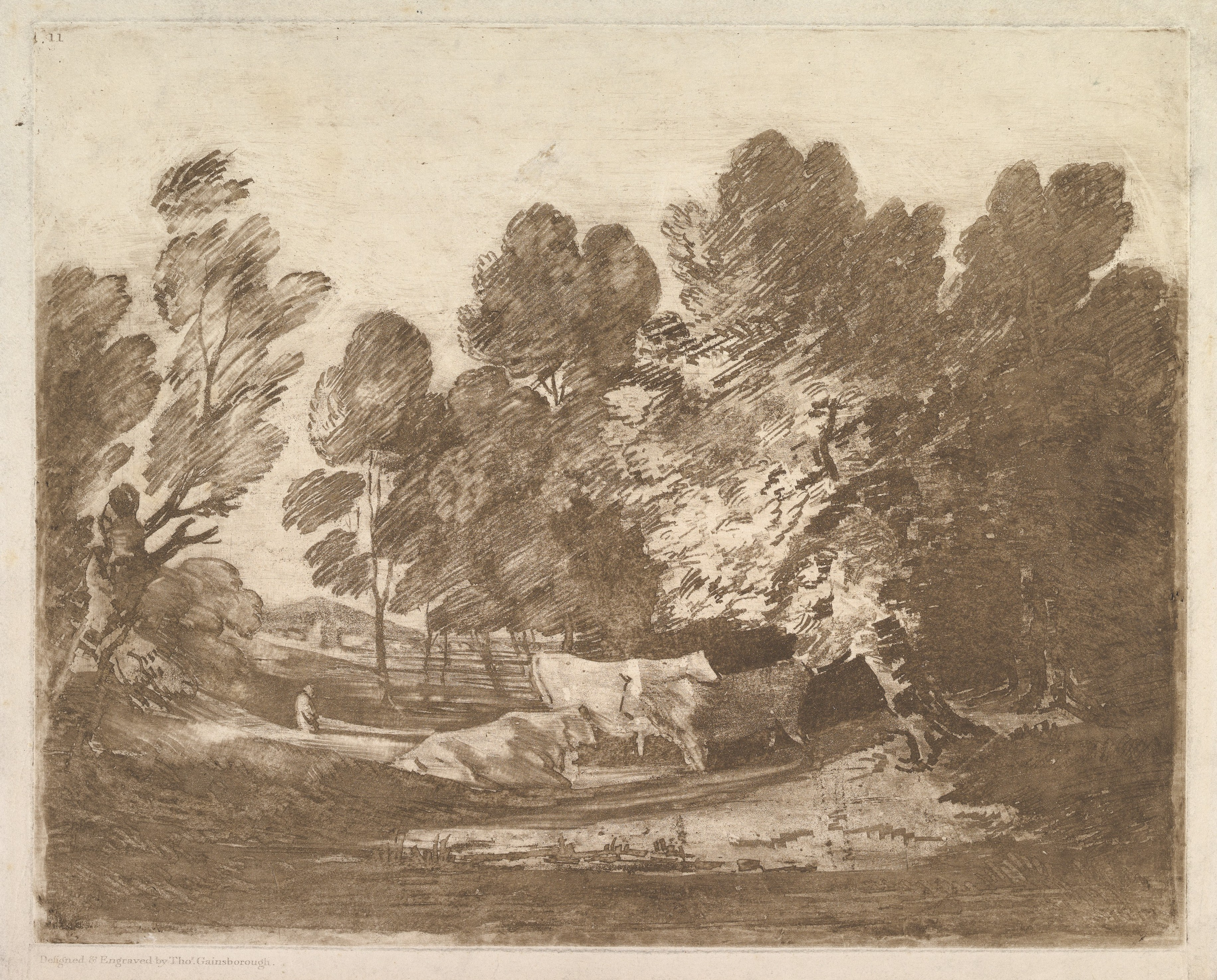
Thomas Gainsborough, rezerváž s akvatintou

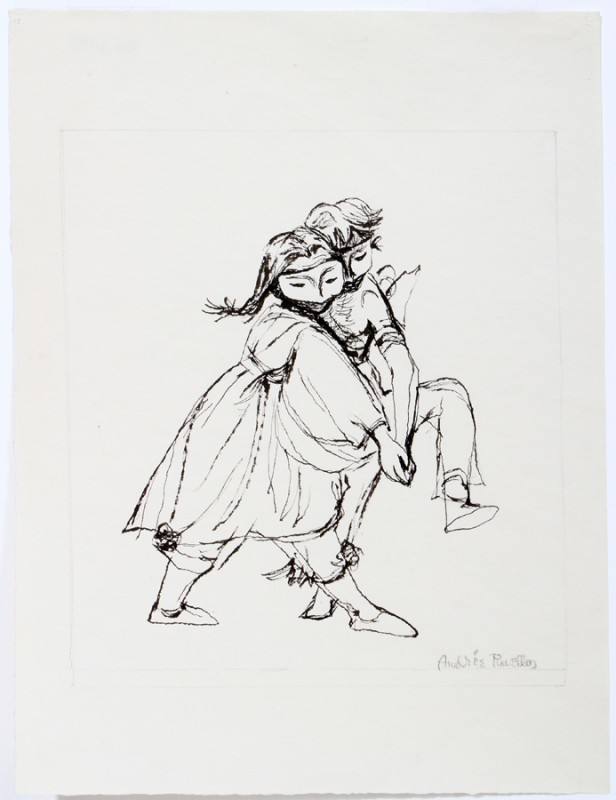
Andree Ruellan: Masques (sugar lift, akvatint)

Na odmaštěnou a vyleštěnou kovovou desku se kresba provede perem, štětcem, brkem nebo ostrým dřívkem. Po zaschnutí se kresba překryje prýskavým krytem - např. roztokem kalafuny v lihu nebo řidším asfaltovým krytem. Potom se deska namočí do vlažné vody, která proniká jemnými trhlinkami do pokreslených ploch a vyplavuje barvu i kryt v místě kresby. Ten se odstraní štětcem nebo chomáčem vaty a usušená deska se leptá, nebo se před leptáním ještě pokryje akvatintovým zrnem. Rezerváž je možno kombinovat také s čárovým leptem. Poté se kryt smyje benzolem a tiskne se stejným způsobem jako lept.
Výsledkem je pozitivní kresba, která dokáže podat subtilní štětcovou kaligrafii (tmavá kresba na světlém pozadí). Charakter linií vyjadřuje použitý nástroj (pero, brko, rákos, štětec). Pro vzniklé plošky je příznačný světlejší šedý střed a tmavší okraje, kde ulpívá mnohem více tiskové barvy.

### Modifikace

#### Inkoustová rezerváž
Kresba se provádí inkoustem smíchaným s glycerinem a arabskou gumou, nebo cukrovou pastou přibarvenou tuší (Sugar lift). Lineární kresbu je možno leptat přímo, při širších plochách nanesených štětcem se deska pokryje před leptáním akvatintovým zrnem.

#### Pozitivní temperová rezerváž
Kresba se provádí perem nebo štětcem a zředěnou temperovou barvou a po zaschnutí překryje pevným krytem. Po odmytí prokreslených míst vodou se deska pokryje akvatintovým zrnem a leptá.

#### Negativní inkoustová rezerváž
Deska se stejnoměrně překryje vrstvou inkoustu smíchaného s arabskou gumou a lihem. Do ní se prorývá kresba tupou jehlou nebo ruletou. Po překrytí prýskavým krytem se celá spodní inkoustová vrstva a kryt nad ní odmyje vodou. Kryt zůstane zachován pouze v místech kresby. Ostatní plocha se pokryje akvatintovým zrnem a deska se vyleptá. Výsledkem je negativní bílá kresba na tmavém pozadí akvatinty.

#### Negativní tušová rezerváž
Jednodušší obdoba předchozí techniky. Kresba se provede litografickou tuší a po zaschnutí se deska pokryje akvatintovým zrnem a leptá. Tuš brání přístupu leptadla ke kovu a vytvoří negativní bílou kresbu.

#### Negativní křídová rezerváž
Používá se jako doplněk techniky měkkého krytu a akvatinty. Na desku pokrytou kalafunovým zrnem se kreslí mastnou litografickou křídou, která zabrání průniku leptadla k povrchu kovu. Výsledkem je negativní půltónová kresba na ploše s akvatintou.

#### Olejová rezerváž
Kresba se provádí barvou z jedlého nebo strojního oleje a sazí nebo olejovou barvou na desce pokryté silnějším pevným asfaltovým krytem. Kresbu na papíře je možno přenést poté, co se papír nasytí stolním olejem a osuší z obou stran. Kresba se pak na pevný kryt prokreslí tvrdou tužkou. Olejem narušený kryt se setře jemným hadříkem a obnaží se tak kovový povrch. Po pokrytí akvatintovým zrnem se deska vyleptá.